# Splashdown
Splashdown es un videojuego de carreras con motos acuáticas para PlayStation 2 y Xbox. Splashdown es bastante similar a la serie Wave Race de Nintendo.

## Banda sonora
La banda sonora constaba de las siguientes 12 canciones:
- Sum 41 - "Rhythms"
- Sum 41 - "All She's Got"
- Blink-182 - "The Rock Show"
- Smash Mouth - "All Star"
- SR-71 - "Right Now"
- KMFDM - "Son Of A Gun"
- Otis - "Hold Your Breath"
- The Groovie Ghoulies - "Graceland"
- The Groovie Ghoulies - "Chupa Cabra"
- The Donnas - "You'Ve Got A Crush On Me"
- The dude - "Rock Da Juice"
- New Found Glory - "Hit or Miss"

## Recepción y crítica
Splahsdown ha recibido en general  buenas críticas. La versión para PlayStation 2 recibió un 82.48% basado en 41 opiniones en GameRankings y una media puntuación promedio de 84 sobre 100 basado en 22 críticas en Metacritic. La versión para Xbox recibió un promedio de 78.07% basado en 35 opiniones en GameRankings y una puntuación media de 78 sobre 100 basado en 15 opiniones en Metacritic.